# Onitsha

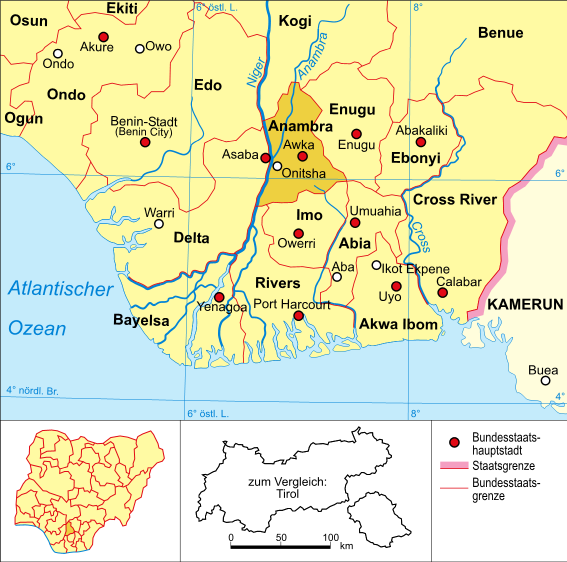
Onitsha binnen Nigeria en Anambra

Onitsha is een stad en rivierhaven op de oostelijke oever van de rivier de Niger, nabij de stad Enugu in de zuidoostelijke Nigeriaanse staat Anambra. Bij de laatste Nigeriaanse volkstelling van 1991 werden 350.280 personen geregistreerd. In 2023 was dit aantal opgelopen tot 1.623.000 De stad ligt rondom een van de weinige bruggen over de brede Nigerrivier, die het oosten en westen van het land met elkaar verbindt en vormt tevens het noordelijkste bevaarbare punt van deze rivier voor grote schepen. Om deze redenen was Onitsha historisch reeds een belangrijk centrum voor de handel tussen de kustgebieden en het noorden en tussen het oosten en het westen.

## Geschiedenis
De stad werd waarschijnlijk in de 16e eeuw gesticht als Ado N'Idu door immigranten vanuit het Koninkrijk Benin. Al snel groeide de stad uit tot de hoofdstad van een Igbo-koninkrijk. In 1857 stichtten Britse handelaren in palmolie er een permanente handelspost en werden al snel gevolgd door christelijke missionarissen. In 1884 werd Onitsha onderdeel van een Brits protectoraat. Het Britse koloniale bestuur en christelijke missionarissen drongen via de haven van Onitsha door tot het grootste deel van Igboland om er hun bestuur, scholen en kerken op te zetten.
Historisch gezien maakte Oost-Nigeria geen lange periode van inheemse urbanisatie door, zoals het geval was bij Ibadan in het zuidwesten of Kano en Zaria in het noorden. Onitsha groeide uit tot een belangrijke handelshaven voor de Royal Niger company rond het midden van de jaren 50 van de 19e eeuw. Na de afschaffing van de slavernij ontstond er een grote handel in palmzaden en andere gewassen rond deze haven. De opbloeiende handel trok veel immigranten vanuit het achterland, alsook Britse handelaren die zich er vestigden en de handel in palmzaden en andere gewassen coördineerden. In 1966 werd een 1200 meter lange brug voltooid over de Nigerrivier, die de oude ferryboot verving en zorgde voor een belangrijke vervoersverbinding tussen Lagos en het oosten van het land. In februari 2007 werd de aanleg van een tweede brug aangekondigd door de regering.
Doordat de handel tussen Oost- en West-Nigeria groeide, werd Onitsha tot de strategische doorgang voor handel tussen de voormalige oostelijke en westelijke regio's. Hierop volgden echter de jaren van de Biafraoorlog, waarbij in de stad op grote schaal verwoestingen werden aangericht. Hierop volgden de jaren van de olieboom, die zorgden voor de instroom van een enorm aantal immigranten naar de stad. De door de oorlog beschadigde voorzieningen van de stad waren echter nog niet volledig gerepareerd en waren niet bestand tegen de enorme exodus vanuit het platteland naar de stad. Dit resulteerde in een aantal sloppenwijken die de grote instroom op moesten vangen.

## Economie
Onitsha is een belangrijk centrum voor handel en industrie voor de omliggende regio. Het vormt een van de belangrijkste handelssteden van West-Afrika, maar heeft wel te kampen met een gebrekkige infrastructuur die veelal nog uit de koloniale tijd stamt. De vele grote markten in het oude stadsdeel zijn vaak overvol.
De producten van de stad bestaan vooral uit textiel, bier, mineraalwater, schoenen, hout, banden, spijkers en gedrukte publicaties. De traditionele bestaansmogelijkheden omvatten onder andere de visserij en het bouwen van kano's. Lokale landbouwproducten zijn palmolie, maïs, noten, groenten en fruit.
De rivier de Niger verbindt de stad met de haven Port Harcourt aan de kust en de steden Bururu en Warri in de staat Delta.

## Religie en politiek
De stad vormt zowel de zetel van de katholieke als de Anglicaanse aartsbisschop. Het vormt de zetel van het traditionele regionale Igbo-opperhoofd; de Obi van Onitsha. In de stad bevinden zich ook een opleidingsinstituut voor vrouwelijke leraren en een beroemd leprosium.
In februari 2006 doodden gewapende militanten minstens 24 etnische islamitische Hausa en Fulbe en staken een aantal moslimgebouwen in brand, waaronder twee moskeeën. De rellen waren een reactie op de rellen die een paar dagen eerder in de stad Maiduguri door moslims waren veroorzaakt naar aanleiding van de cartoons over Mohammed in Jyllands-Posten. Daarbij werden minstens 18 christenen gedood.

## Milieu
In 2016 werd bekend dat Onitsha, wat de luchtkwaliteit betreft, de meest vervuilde stad ter wereld is. De concentratie fijnstof is er dertig keer hoger dan het door de Wereldgezondheidsorganisatie aanbevolen niveau.

## Geboren
- Innocent Egbunike (1961), atleet
- Francis Obikwelu (1978), Portugees sprinter
- Henry Onyekuru (1997), voetballer